# Contea di Suixi
La contea di Suixi (濉溪县S, Suīxī XiànP) è una contea della Cina, situata nella provincia dell'Anhui.